# Ламберт I Сполетський
Ламберт I, (†880), двічі був герцогом Сполетським, син герцога Гі I та Ітти, дочки князя Беневентського Сіко I. Його дружиною була Юдиф, дочка Ебергарда.
У 859 разом з іншими італійськими монархами після кривавого бою здобув Барі. Наступного року разом з графом Камерінським Гідельбертом повстав проти імператора Священної Римської імперії Людовика II, зазнав поразки, але був помилуваний імператором. У 866 Людовик II безуспішно обложив графа-єпископа Ландульфа II та попросив допомоги у Ламберта, обіцяючи йому Капую. Ламберт I спочатку став допомагати імператору, але у листопаді 867, взнавши про обрання папи Римського Адріана I, залишив облогу Капуї та вирушив з військом до Риму.
13 грудня 867 його війська сплюндрували Рим, за що Ламберта було відлучено від церкви. Він також позбувся покровительства імператора.
Через три роки Ламберт знову підняв бунт проти імператора разом з князем Салернським Гвайфером, неаполітанським дукою Сергієм II, князем Беневентським Адельчізом. В той же час на узбережжя висадились сарацини, які напали на Салерно. Адельчіз, який раніше взяв у полон імператора звільнив його та виступив разом з Людовиком II проти сарацинів. Імператор змістив Ламберта, надавши його трон Суппо II, що був родичем його дружини Енгельберги.
Лише після смерті Людовика II його наступник Карл II Лисий повернув Ламберту герцогський престол. У877 Карл помер, а Ламберт підтримав Карломана Баварського у його боротьбі з Людовиком II Заїкою за італійський трон та престол імператора Священної Римської імперії. Пізніше Ламберт прибув до Риму також маючи намір коронуватись як король Італії, однак папа Іван VIII відмовив його від цієї дії.
Через деякий час Ламберт знову обложив Капую, під стінами якої і помер.